# Willem Jan Jacobus Oswald de Wilde
Pour les articles homonymes, voir de Wilde.
Willem Jan Jacobus Oswald de Wilde (1936) est un botaniste et explorateur allemand.

## Biographie
Il est chercheur et enseignant à l'Université Leyde, et il s'est spécialisé dans l'étude de la famille des Myristicaceae.
Il a mené des explorations étendues en Afrique, notamment en Mauritanie, au Cameroun, au Tchad, en Éthiopie et en Côte d'Ivoire.
Il a découvert et nommé de nouvelles espèces botaniques, seul ou avec sa femme Brigitta Emma Elisabeth Duyfjes.

## Publications
Voici une liste non exhaustive des publications de Willem Jan Jacobus Oswald de Wilde :
- 2007. Gynostemma (Cucurbitaceae) in Thailand and Malesia. De Wilde, W.j.de Wilde; Duyfjes, B.Et.Et. Blumea J.plant Taxonomy & Plant Geography, vol. 52, pp. 263-280 (Copie  (il    Archive; voyez-vous le   ).
- 2004. Wilde, W.J.J.Ou. De & B.Et.Et. Duyfjes. Review of the genus Solena (Cucurbitaceae). Blumea 49:69–81
- 1993. Wolff, W.J.; J.van der Land, P.H. Nienhuis; W.j.de Wilde, éditeurs. Auteur du Cap. VII: Ecological Studies in the Coastal Waters of la Mauritanie. Hidrobiología, Vol. 258, Nº 1-3, mai de 1993
- 1979. New account of the genus Knema (Myristicaceae). Blumea 25(2): 321-478
- 1971. Isosyntype of Adenia longestipitata, Famille Passifloraceae. Verified by W.J.J.Ou. De Wilde, 1971
- 1968. Adenia hondala (Gaertn.). Blumea 15:265. 1968